# Nikolay Minev
Nikolay Nikolaew Minev (Ruse, 8 de noviembre de 1931-Seattle, 10 de marzo de 2017) fue un ajedrecista búlgaro nacionalizado estadounidense, campeón de ajedrez de su país natal en tres ocasiones diferentes (en los años 1953, 1965 y 1966) y Gran Maestro Internacional reconocido por la FIDE desde el año 1960.

## Biografía
Aparte de sus participaciones individuales, Minev formó parte del equipo de su país en las Olimpiadas del ajedrez de 1954, 1956,  1958, 1960, 1962 y 1966. y en los campeonatos de Europa de 1970 y 1977.
Aparte de su faceta como jugador, Minev fue un prolífico escritor sobre la materia, publicando más de 50 títulos. Junto con John Donaldson escribió dos tomos sobre Akiba Rubinstein, y con Yasser Seirawan Take my rooks (1991, ISBN 1-87947-901-X), así como Defensa francesa: ideas nuevas e ideas olvidadas. 
En el año 1983 su mujer y él emigraron a los Estados Unidos, donde se dedicaría principalmente a la escritura sobre el ajedrez, de modo individual, con otros autores o colaborando también con la revista ‘’Inside Chess’’.
Su último nivel Elo oficial fue de 2.370 durante el abierto de Estados Unidos de 1999, fecha a partir de la cual no participó en más torneos.

## Palmarés (selección)
- 1953. Campeón de ajedrez de Bulgaria.
- 1957. Segundo puesto en el Torneo de Reykiavik
- 1960. Tercer puesto en el Torneo de Varna
- 1961. Segundo puesto en el Torneo de Varsovia
- 1965. Campeón de ajedrez de Bulgaria.
- 1966. Campeón de ajedrez de Bulgaria.
- 1966. Primer premio compartido en el Torneo de Sombor
- 1970. Tercer puesto en el Campeonato de Europa de Kapfenberg
- 1975. Segundo premio compartido en el Torneo de Albena

## Publicaciones (selección)
- French Defense: New and Forgotten Ideas!, Thinkers Press, 1988
- Take My Rooks  (con Yasser Seirawan), International Chess Enterprises (ICE), Seattle, 1991
- Alekhine in the Americas  (con Seirawan e John Donaldson), ICE, Seattle, 1992
- B12: Caro-Kann, Sahovski Informator  (con Seirawan), Belgrado, 1993
- Alekhine in Europe and Asia  (con Seirawan e John Donaldson), ICE, 1993
- King's Indian Defense: Tactics, Ideas, Exercises, ICE, 1993
- Akiba Rubinstein: Uncrowned King  (con John Donaldson), ICE, 1994
- Akiba Rubinstein: The Later Years  (con John Donaldson), ICE, 1995
- The Sicilian Defense: Last Decade (1986-1995), 250 Good and Bad Ideas, ICE, 1995
- Caro-Kann: Fantasy Variation, The Chess Library, Seattle, 1996
- Miguel Najdorf: King of the King's Indian Defense, The Chess Library, Seattle, 1997
- French Defense 2: New and Forgotten Ideas! (2nd ed.), Thinkers Press, 1998
- Mastering Tactical Ideas, ICE, Seattle, 2000
- Dutch Defense: New and Forgotten Ideas!, Thinkers Press, 2003
- A Practical Guide to Rook End Games, Russell Enterprises, 2005
- Akiba Rubinstein: Uncrowned King - 2nd ed.  (con John Donaldson), Russell Enterprises, 2007
- David Bronstein: Fifty Great Short Games, The Chess Library, 2008
- Tony Miles: Fifty Great Short Games, The Chess Library, Seattle, 2008
- Rudolf Spielmann: Fifty Great Short Games, The Chess Library, Seattle, 2008
- Akiba Rubinstein: The Later Years - 2nd ed.  (con J. Donaldson), Russell Enterprises, 2012
- Mikhail Chigorin and David Janowsky: Fifty Great Short Games, The Chess Library, Seattle, 2012